# Путти, Витторио
Витторио Путти (1 марта 1880, Болонья — 1 ноября 1940, там же) — итальянский медик, врач-ортопед, редактор, профессор (1912).

## Биография

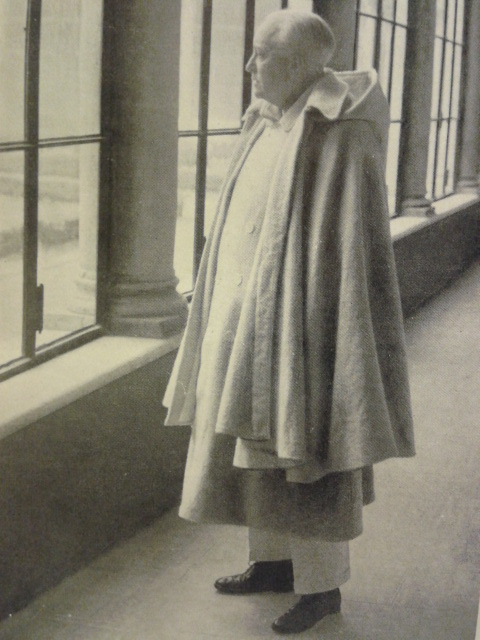
Витторио Путти

Родился в семье известного итальянского хирурга. Племянник по матери поэта Энрико Панцакки. Благодаря обстановке, созданной родителями в доме, был знаком с многими деятелями культуры и науки Джозуэ Кардуччи, Джованни Пасколи, Аугусто Мурри, Аугусто Риги и многими другими. Благодаря встречам с учёными заинтересовался наукой, особенно, медициной.
С 1903 года изучал медицину в Болонском университете, работал в ортопедическом институте «Рицолли». С 1909 года — заместитель директора, с 1914 года — директор этого института. Одновременно (с 1912) профессор кафедры ортопедии медицинского факультета Болонского университета.
Несколько раз посетил Германию, где имел возможность практиковать радиологические методы и стажироваться в их использовании на аппаратах Рентгена.

## Научная деятельность
Автор свыше 200 научных работ, посвящённых, в основном, вопросам диагностики врождённого вывиха бедра (триада Путти, схема Путти для чтения рентгенограмм), артродезу, артролизу, удлинению конечностей, лечению остаточных деформаций конечностей после полиомиелита, а также организации протезной помощи инвалидам Первой мировой войны. Ему принадлежит ряд трудов по медицинской библиографии и истории медицины («О кровяных опухолях мышц», «Вокруг кантилевера лопатки» и «О врожденном сколиозе»). За атлас «Анатомия врожденного вывиха бедра» (1936) удостоен премии Редара.
Имя Путти носят ряд операций на суставах, костный шов.
В 1917 году основал медицинский журнал «La Chirurgica degli Organi di Move-mento», в 1920 году — реферативный журнал «Bibliografia ortopedica» , редактор журнала «Journal of Bone and Joint Surgery».
Один из основателей Международного общества травматологов-ортопедов (СИКОТ). Почётный член американского, английского и других обществ травматологов-ортопедов.
Умер от инфаркта миокарда.

## Избранные труды
- Un nuovo metodo di osteosintesi (Stab. Poligrafico Emiliano, Bologna, 1913)
- Raccolta degli Scritti medici di Alessandro Codivilla (Cappelli Editore, Bologna, 1915)
- Il trattamento delle fratture in Guerra (Ravà e C., Milano, 1915)
- L' opera di soccorso ai mutilati in guerra: discorso tenuto il 28 novembre 1915 (Comitato di assistenza ai mutilati e storpi di Guerra. Comitato di Bologna) (Tip. Succ. A. Garagnani, Bologna, 1916)
- Note di tecnica protetica: gli abbracchi bilaterali (Tip. Unione Ed., Roma, 1918)
- Organo di attacco per protesi da lavoro (Cappelli Editore, 1919, Bologna)
- Mesa para cirugia de Los miembros (Ist. Rizzoli, Bologna, 1928)
- Historical artificial limbs (Elsevier Inc., New York, 1929)
- Anatomia della lussazione congenita dell’anca (Cappelli Editore, Bologna, 1935)
- La Biblioteca Umberto I dell’Istituto Rizzoli in Bologna (Il Resto Del Carlino, Bologna, 1936)
- Saggio su Berengario da Carpi con traduzione italiana del trattato De fracture calvariae sive cranei (Forni, Bologna, 1937)
- Cura operatoria delle fratture del collo del femore (Cappelli, Bologna, 1940)
- Biografie di chirurghi del XVI e XIX secolo: Magati, Palletta, Scarpa, Mathijsen, Fabbri, Rizzoli, Margary, Paci (Cappelli Editore, Bologna, 1941)
- La chirurgia degli organi di movimento. Indice generale dei volumi da I a X (1917—1926). Da XI a XX (1927—1934). Da XXI a XL (1935—1954) (Cappelli Editore, Bologna, 1956)